# Frederickena fulva
A Frederickena fulva a madarak osztályának verébalakúak (Passeriformes) rendjébe és a hangyászmadárfélék (Thamnophilidae) családjába tartozó faj.

## Rendszerezése
A fajt John Todd Zimmer amerikai ornitológus írta le 1905-ben, a Frederickena unduligera alfajaként Frederickena unduligera fulva néven.

## Előfordulása
Dél-Amerika északnyugati részén, Ecuador, Kolumbia és Peru területén honos.

## Természetvédelmi helyzete
A Természetvédelmi Világszövetség Vörös listáján még nem szerepel.

## Külső hivatkozások
- Képek az interneten a fajról
- Xeno-canto.org